# 国柱会
国柱会（こくちゅうかい　旧字体：國柱󠄁會）は、元日蓮宗僧侶・田中智学によって創設された法華宗系在家仏教団体。純正日蓮主義を奉じる。戦前の右翼に大きな影響を与えた。

## 名称と標語
国柱会の名称は、日蓮の三大請願の一つ「我日本の柱とならん」から智学によって命名された。独立した宗派としての正式名称は「本化妙宗」。 また、智学の造語であり、戦前日本では国家主義のスローガンとして多用された「八紘一宇」を最初に標榜したのは国柱会であった。「日蓮主義」という表現も、国柱会によって初めて使われた。「主義」という概念が、明治以降に流入した西洋哲学に由来するものであり、後述のように日蓮主義という概念は、日蓮教学の近代的体系化の一端を表している。

## 思想・信仰
国柱会の根本の理念は、寺檀制度によって形骸化した伝統宗門の改革と近代化を在家主義の立場から目指すものである。
教学における国柱会の功績は、現在でも「師子王文庫」や「真世界社」などに引き継がれている。分派した各法華宗・日蓮宗宗派の統一、更には法華一乗のもと全宗派、全宗教の統一（一天四海皆帰妙法）のための宗教革命、ならびに皇祖皇宗の日本国体を法華経のもとに体系化することを究極の目標としている。
更には、智学の思想による「全国の神社に祀られる主神はすべて皇祖神に統一されるべき」という主張や、法要時の礼服、祭壇の祀り方、数珠を一切用いない、など神道的な要素を強く残しており、法華神道の団体としての色彩も強い。
なお、本化妙宗としての信仰は、釈尊を教祖、日蓮を宗祖と仰ぎ、本尊は日蓮大聖人の「佐渡始顕の妙法曼荼羅」としている。

## 歴史

### 創始期
智学が日蓮宗の宗義に疑問をいだき、還俗して最初に設立したのが「蓮華会」という組織である。1880年（明治13年）、横浜において結成され、国柱会のさきがけとなった。その後、東京進出にともない1884年（明治17年）に名称を「立正安国会」に改名。「宗教ヲ以テ経国ノ根本事業トスベシ」と宣言し、在家主義の立場から仏教の近代化を目指した。
1902年（明治35年）、日蓮仏教の教学を組織体系化した「本化妙宗式目」を発表し、1903年（明治36年）より大阪などで日蓮門下各教団の僧侶を集めて本化妙宗研究大会を開催。智学はその中でも神武天皇御陵前での講演「皇宗の建国と本化の大教」において、日蓮仏教の国教化を目指す王仏冥合思想を宣言した。

### 国柱会へ改称以降
1914年（大正3年）、名称を現在の「国柱会」に改称。1922年（大正11年）には芸術を通しての教化活動と銘打って外郭団体「国性文芸会」が組織され、日本国体に基づく独自の「国性芸術」を展開した。
1923年（大正12年）には議会政治に参画する目的で「立憲養正会」が結成され、国立戒壇建立を主張、天皇の法華経帰依による広宣流布、宗教革命を目指した。1929年（昭和4年）には智学の次男・田中澤二が総裁に就任。澤二は前年の第16回衆議院議員総選挙に立候補し落選、澤二の議席獲得はならなかった。しかし1936年（昭和11年）の第19回衆議院議員総選挙に同会公認で立候補し落選した田中耕が同年繰り上げ当選し、初めて帝国議会に議席を獲得した。田中耕は1937年（昭和12年）の第20回衆議院議員総選挙にも立候補し再選。地方議会や農会には最盛期で100人を超す議員が所属した。同会は新体制運動や大政翼賛会には批判的であったため、1942年3月17日結社不許可処分を受け、解散に追い込まれた。
1926年（大正15年）には明治節制定の請願運動を契機に外郭団体「明治会」が創設され、愛国主義運動を宣揚、1927年（昭和2年）に請願が実り明治節が制定された。
また、著名な会員であった大日本帝国陸軍・石原莞爾中将の「東亜連盟」構想や「世界最終戦論」、更には石原が参謀であった満洲国建国の思想的バックボーンとして、国柱会の思想は多大な影響を及ぼした。特に満洲国には皇軍慰安隊を国柱会より派遣し、関東軍軍人を支援している。この時期が国柱会の歴史上もっとも活況だった時代であり、日蓮系諸教団の中でもエリート主義集団と目されるほど、有数な著名人が会員であったことで知られる。

### 戦後から現在
1928年（昭和3年）に、智学の念願であった法華経の宝塔を彷彿とさせる壮大な「妙宗大霊廟」を東京・一之江に創建し、「私の卒業論文」と言わしめた。同年、日蓮聖人650年遠忌を契機として「祖廟中心・宗門統一」をスローガンのもと「身延登詣団」を結成し、現在でも毎年続けられている。
1939年（昭和14年）に智学が示寂し、智学の長男・田中芳谷が次代会長に就任。1945年（昭和20年）、戦災によって本部講堂を消失、また敗戦に伴い勢力は著しく減退した。
現在も「純正日蓮主義」を掲げ、在家主義と国粋主義を標榜する団体として独自に活動を行っているものの、右翼思想も時代に埋没してかつての活況を見せていない。2005年（平成17年）、国柱会創立120周年記念式典の直後、当時会長職にあった4代目・田中暉丘が教団の世代交代、若返りを目指して、会長職を当時28歳だった長男・勇一郎（田中壮谷）に譲位。宗教団体のリーダーとしては極めて異例な若さでの会長（寨主）就任に注目が寄せられた。
2024年（令和6年）2月11日、国柱会・日本国体学会・立憲養正会の会員による「真世界文化研究会」が発足した。「ご本尊の来歴に関する研究論文」に対して反論すべきという会員の声を契機に、対外的な問題に取り組む研究会として発足したという。11月、「真世界文化研究会」機関誌『師子王』が創刊された（発売：展転社）。

## 活動
青木理によれば、日本会議との関係についてのAERA編集部による取材・アンケートにおいて、日本会議関連団体である「美しい日本の憲法をつくる国民の会」代表委員に教団幹部が就任している、としている。
上杉聡によれば、過去に実施された保守系政治団体日本会議のイベントの受付において、国柱会を含む各種宗教団体別の受付窓口が設けられ、参加者を組織動員したことがある。

## 日蓮聖人門下連合会
1960年（昭和35年）、国柱会は日蓮門下の連携を目指して日蓮聖人門下連合会を主催、発足させた。各法華宗宗門と多くの共同事業に携わり、主なものでは1983年（昭和57年）、日蓮聖人700年遠忌記念事業として、作詞・西川満、作曲・黛敏郎によるオラトリオ「日蓮聖人」を東京交響楽団の演奏で全国各地で上演。その後も1988年（昭和62年）、比叡山開創1200年記念法要、2003年（平成15年）、立教開宗750年記念事業「大日蓮展」、2009年（平成21年）、立正安国論奏進750年記念事業「日蓮と法華の名宝展」などがある。
以下、日蓮聖人門下連合会加盟団体の一覧。
- 国柱会
- 日蓮宗
- 顕本法華宗
- 日蓮本宗
- 法華宗陣門流
- 法華宗真門流
- 法華宗本門流
- 本門法華宗
- 本門仏立宗
- 日本山妙法寺
- 京都日蓮聖人門下連合会

## 寨主
国柱会では会長のことを寨主（さいしゅ）と呼んでおり、その地位は創設者の田中家による世襲制となっている。
歴代寨主は以下の通り。
- 田中智学
- 田中芳谷
- 田中香浦
- 田中暉丘
- 田中壮谷

## 著名な会員
- 金子彌平（初代京都局長）
- 近衛篤麿（近衛文麿の父）
- 宮沢賢治
- 石原莞爾
- 佐藤菊子（北原白秋夫人）
- 高山樗牛
- 武見太郎
- 藤牧義夫
- 神崎武雄

## 出版
定期刊行物に『妙宗』『大日本』『日蓮主義』（『真世界』）『蓮』など。

## 関連人物
- 坪内逍遥
- 近衛文麿
- 東條英機
- 板垣征四郎
- 中里介山
- 國井善弥
- 牛島辰熊